# Лонсдейл, Кинан
Кинан Лонсдейл (англ. Keiynan Lonsdale, род. 19 декабря 1991 года, Сидней, Австралия) — австралийский актёр. Наиболее известен по ролям Юрайи в серии фильмов «Дивергент» и Уолли Уэста в телесериале «Флэш».

## Биография
Лонсдейл родился в Сиднее, в семье нигерийца и австралийки ирландского происхождения. Он является младшим ребёнком со стороны матери: у него три старших брата и две старших сестры, а со стороны отца он один из семи детей.
Лонсдейл начал карьеру в 2007 году, сыграв члена танцевальной труппы в фильме «Шик, блеск, красота». В 2008 году он появился в одном из эпизодов австралийской медицинской драмы «Все святые». В 2015 году Лонсдейл проходил прослушивание на роль Джефферсона «Джекса» Джексона в сериале «Флэш», однако вместо этого получил роль Уолли Уэста.
В мае 2017 года Лонсдейл совершил каминг-аут как бисексуал.

## Работы

### Кино
| Год  | Русское название              | Оригинальное название               | Роль                      | Примечания |
| ---- | ----------------------------- | ----------------------------------- | ------------------------- | ---------- |
| 2007 | Шик, блеск, красота           | Razzle Dazzle: A Journey Into Dance | член труппы мисс Элизабет |            |
| 2015 | Дивергент, глава 2: Инсургент | The Divergent Series: Insurgent     | Юрай Педрад               |            |
| 2016 | И грянул шторм                | The Finest Hours                    | Элдон Хэнон               |            |
| 2016 | Дивергент, глава 3: За стеной | The Divergent Series: Allegiant     | Юрай Педрад               |            |
| 2017 | Танцевальная академия: Фильм  | Dance Academy: The Movie            | Оливер Ллойд              |            |
| 2017 | Лайкай. Делись. Смотри        | Like. Share. Follow.                | Гарретт                   |            |
| 2018 | С любовью, Саймон             | Love, Simon                         | Брэм Гринфилд             |            |
| 2020 | Шаг за шагом                  | Work It                             | Джуллиард Пемброук        |            |
| 2022 | Мой фальшивый бойфренд        | My Fake Boyfriend                   | Эндрю                     |            |

### Телевидение
| Год       | Русское название        | Оригинальное название | Роль                  | Примечания                                               |
| --------- | ----------------------- | --------------------- | --------------------- | -------------------------------------------------------- |
| 2008      | Все святые              | All Saints            | Кори                  | Эпизод: «Sons and Lovers»                                |
| 2012-2013 | Танцевальная академия   | Dance Academy         | Оливер Ллойд          | 26 эпизодов                                              |
| 2015-2020 | Флэш                    | The Flash             | Уолли Уэст / Кид Флэш | Основной состав (2-4 сезоны постоянно, 5-6 сезоны гость) |
| 2017-2018 | Легенды завтрашнего дня | Legends of Tomorrow   | Уолли Уэст / Кид Флэш | 3 сезон постоянно                                        |
| 2017      | Супергёрл               | Supergirl             | Уолли Уэст / Кид Флэш | Эпизод: «Crisis on Earth-X, Part 1»                      |
| 2020      | С любовью, Виктор       | Love, Victor          | Брэм Гринфилд         | Эпизод: «Boys' Trip»                                     |
| 2020      | Равные                  | Equal                 | Байард Растин         |                                                          |
| 2021      | Райское местечко        | Eden                  | Кэм                   |                                                          |

### Видеоклипы
| Певец |                |  |                     |
| 2015  | Higher         |  |                     |
| 2017  | Good Life      |  |                     |
| 2018  | Kiss The Boy   |  |                     |
| 2018  | Preach         |  |                     |
| 2019  | Royal Blood    |  | ft. Louis Futon     |
| 2019  | Rainbow Dragon |  |                     |
| Актёр |                |  |                     |
| 2019  | Liar           |  | клип Камилы Кабельо |